# Желязна завеса
„Желязната завеса“ е израз, използван за първи път от Йозеф Гьобелс и популяризиран от Уинстън Чърчил, с речта му от 5 март 1946 г. във Фултън, САЩ,  който описва границата, която символично, идеологически и физически разделя Европа на две отделни зони от края на Втората световна война до края на Студената война, приблизително в периода от 1945 до 1990.

## На изток от Желязната завеса
Докато желязната завеса е спусната, повечето държави от Източна Европа и много от Централна Европа (с изключение на Западна Германия, Лихтенщайн, Швейцария и Австрия) са под политическото влияние на Съветския съюз. Дори централноевропейски държави, които се намират на изток от Завесата, често са смятани за част от Източна Европа, отколкото за самостоятелна централноевропейска част.
Пример за това е Чехословакия (сега разделена на Чехия и Словакия), която започва да бъде считана за част от Източна Европа. Това се случва, макар Чехия да е географски толкова отдалечена на изток, колкото е и Австрия, а Прага (столицата на Чехия) е разположена повече на запад, отколкото Виена, столицата на Австрия. Берлин, столицата на обединена Германия, е само малко по на запад от Прага.
Някои от държавите на изток от Желязната завеса са присъединени към Съветския съюз и стават съветски социалистически републики (напр. Украйна, Беларус, Молдова). С две изключения, СССР държи всички комунистически държави под контрола на про-съветски правителства. Това става благодарение на угрозата от военно нашествие на страните-членки на Варшавския договор, предвождани от СССР. Двете изключения са Югославия, която запазва политическа независимост, и Албания, която се измъква от съветското влияние през 60-те и се присъединява към лагера на Китай. Югославия и Албания остават обаче комунистически държави.
На изток от Желязната завеса, държавите развиват собствени икономически и военни структури, съответно Съвета за икономическа взаимопомощ (СИВ) и Варшавския договор, по подобие на западните Европейска общност и НАТО.

## На запад от Желязната завеса
На запад, страните от Западна Европа и Южна Европа, заедно със Австрия, Западна Германия, Лихтенщайн и Швейцария, развиват пазарна икономика. С изключение на периода на фашизма в Испания и Португалия и военната диктатура в Гърция, тези страни са управлявани от либерални демократични правителства.
Повечето държави на запад от Желязната завеса, с изключение на неутралните Швейцария, Лихтенщайн, Австрия, Швеция, Финландия и Ирландия, са съюзници на Съединените щати и Канада чрез НАТО, а икономически са обединени чрез Европейската общност и Европейската асоциация за свободна търговия.